# Konstantinos Akratopoulos
Konstantinos „Kostas“ Akratopoulos (griechisch Κωνσταντίνος Ακρατόπουλοσ) war ein griechischer Tennisspieler und 1896 Teilnehmer bei den ersten Olympischen Spielen der Neuzeit in Athen.
Er belegte bei den Olympischen Sommerspielen 1896 im Doppel mit seinem Bruder Aristidis den vierten Platz. Sie verloren in der ersten Runde gegen die späteren Goldmedaillengewinner John Pius Boland und Friedrich Adolf Traun. Im Einzel belegte Akratopoulos den geteilten fünften Rang, nachdem er in der zweiten Runde dem späteren Silbermedaillengewinner Dionysios Kasdaglis unterlag.
Beide, Kostas und Aristidis waren Mitglieder des Panellinios Gymnastikos Syllogos in Athen.